# 小行星5830
小行星5830（英語：5830 Simohiro）是一颗围绕太阳公转的小行星。1991年3月9日，新島恒男、浦田武在尾島町发现了此天体。
这颗小行星的绝对星等为81.47072等。